# Cloni hardware del Nintendo Entertainment System

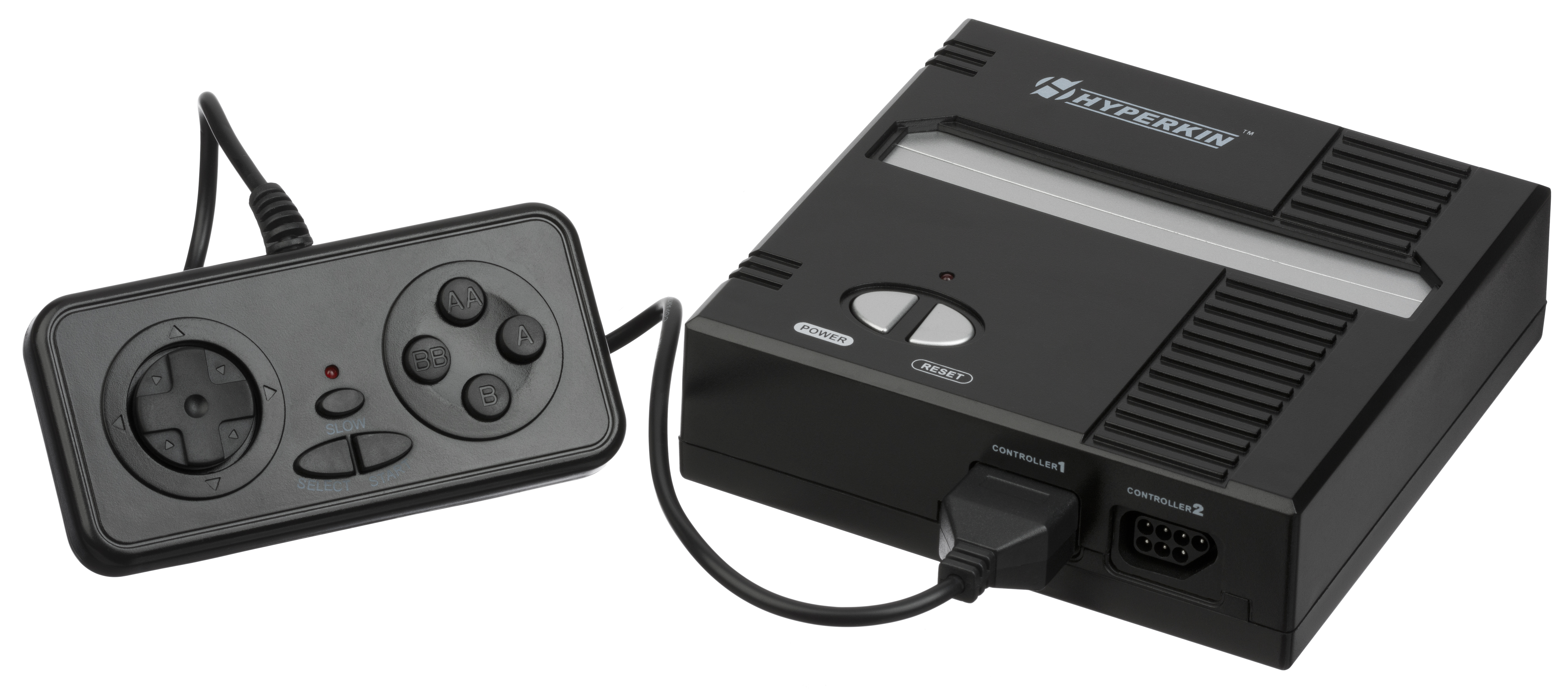
Il RetroN 1 della Hyperkin è un clone hardware del NES, capace di supportare le cartucce ed i controller ufficiali.

I cloni hardware del Nintendo Entertainment System (chiamati colloquialmente famiclones, una parola macedonia di "Famicom" e "clone") sono dei cloni del NES.

## Storia
Alcuni modelli iniziarono ad apparire già verso la fine degli anni 1980; molti di questi dispositivi iniziarono a diffondersi soprattutto in quegli Stati trascurati dalla Nintendo dal punto di vista di un possibile mercato; vale a dire Cina, Taiwan, India, Corea del Sud, Sud-est asiatico (Thailandia, Indonesia, Malaysia e Filippine), in America Latina e in Russia. Una delle aziende che ebbe una certa fama fu la cinese Subor, che produsse successivamente modelli di famiclone dotati di tastiera.
Molti dei cloni in commercio non imitavano soltanto l'hardware ma anche l'aspetto originale delle console cambiandone soltanto il marchio: ad esempio nell'ex Jugoslavia i cloni avevano l'aspetto dei Mega Drive e mostravano anche il logo della SEGA.
In alcuni stati, soprattutto in America Latina, Sudafrica, nei paesi del blocco orientale e in Unione Sovietica, dove la Nintendo non aveva distribuito ufficialmente, gli unici sistemi di gioco casalingo disponibili erano i famiclones, tra i quali figurava il Dendy Junior, che ebbe un grande successo in Russia e nelle ex repubbliche sovietiche agli inizi degli anni novanta.

## Caratteristiche

### Descrizione generale
Hanno un sistema hardware studiato per replicare il funzionamento degli originali, i cloni prodotti dopo il 1996 utilizzavano dei singoli sistemi ASIC personalizzati per simulare le funzioni dell'hardware originale includendo spesso dei giochi preinstallati su una memoria ROM.
La tecnologia impiegata in questi cloni si è però evoluta nel corso degli anni: se le prime generazioni possedevano delle schede contenenti circuiti integrati di terze parti, In altri stati, questi sistemi potevano essere trovati occasionalmente affiancati ai prodotti ufficiali Nintendo, portando spesso a cause legali.
Molte confezioni mostrano degli screenshot di giochi più recenti e performanti, adornati da frasi e slogan per trarre in inganno gli ignari consumatori. Alcuni produttori invece si limitano a descrivere le loro console come "TV game", "8-bit console", "multi-game system", o "Plug & Play".

### Hardware e compatibilità software

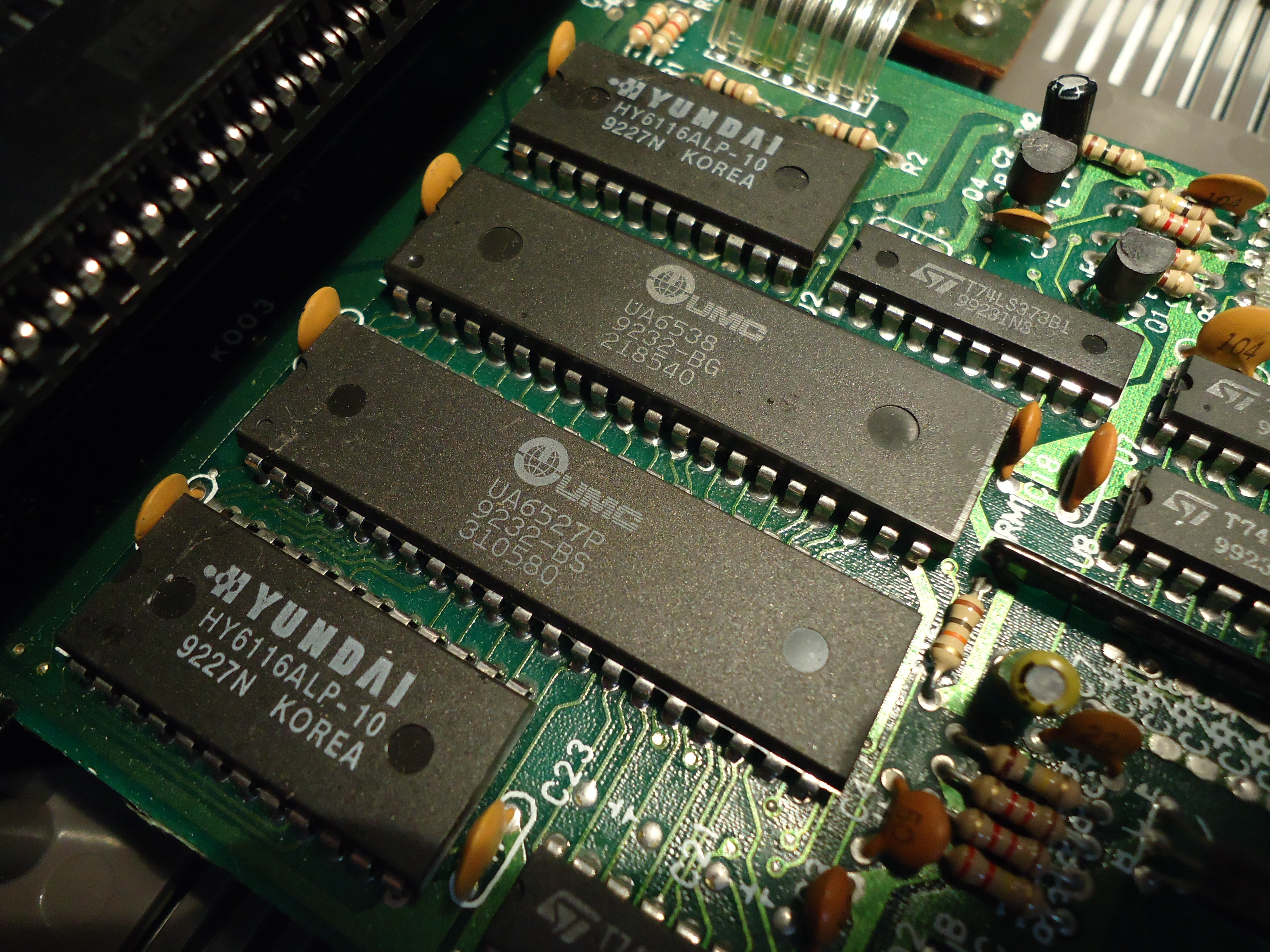
Un chipset prodotto dalla UMC all'interno di un Famiclone del 1992.

Mentre molti Famiclone sono in grado di eseguire la maggior parte del software su licenza Nintendo e le cartucce originali (in questo caso molto più versatili rispetto a quelle NES poiché prive del blocco regionale), la compatibilità con gli accessori originali del NES e di terze parti, e addirittura a livello software, non è sempre perfetta.
La più comune incompatibilità a livello del software nei giochi preinstallati è data dal mancato salvataggio sulla RAM, portando molti titoli che la utilizzano a bloccarsi quando tentano di salvare o caricare dati.

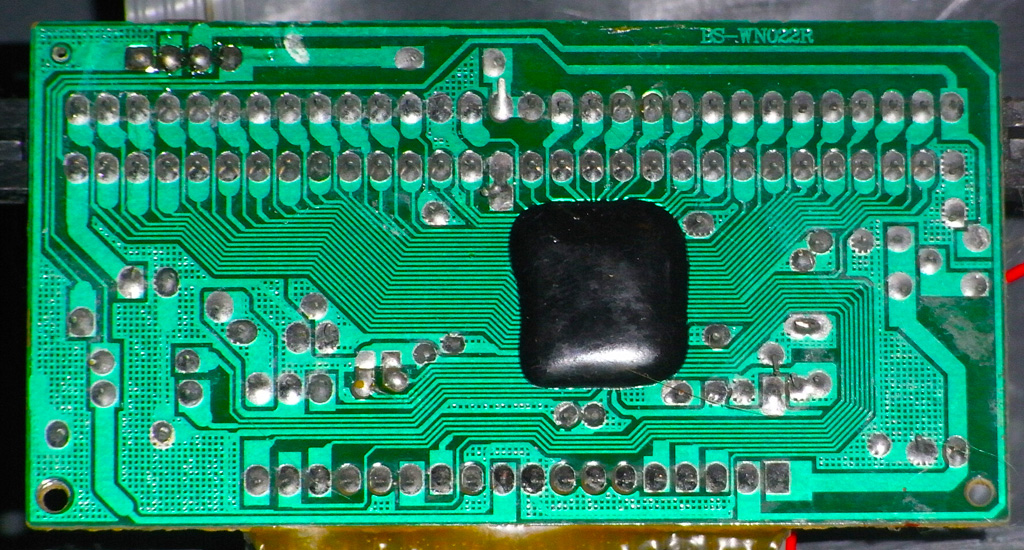
Il NES viene riprodotto in un piccolo chip coperto da della resina epossidica nera.

Dato che molti dei moderni famiclones sono basati su un NES-on-a-chip ASIC, questi hanno ereditato tutte le limitazioni della console Nintendo, portando a glitch grafici e problemi di compatibilità. A livello di hardware, l'incompatibilità più comune è data dall'assenza in alcuni Famiclone dell'originale porta di espansione del Famicom.

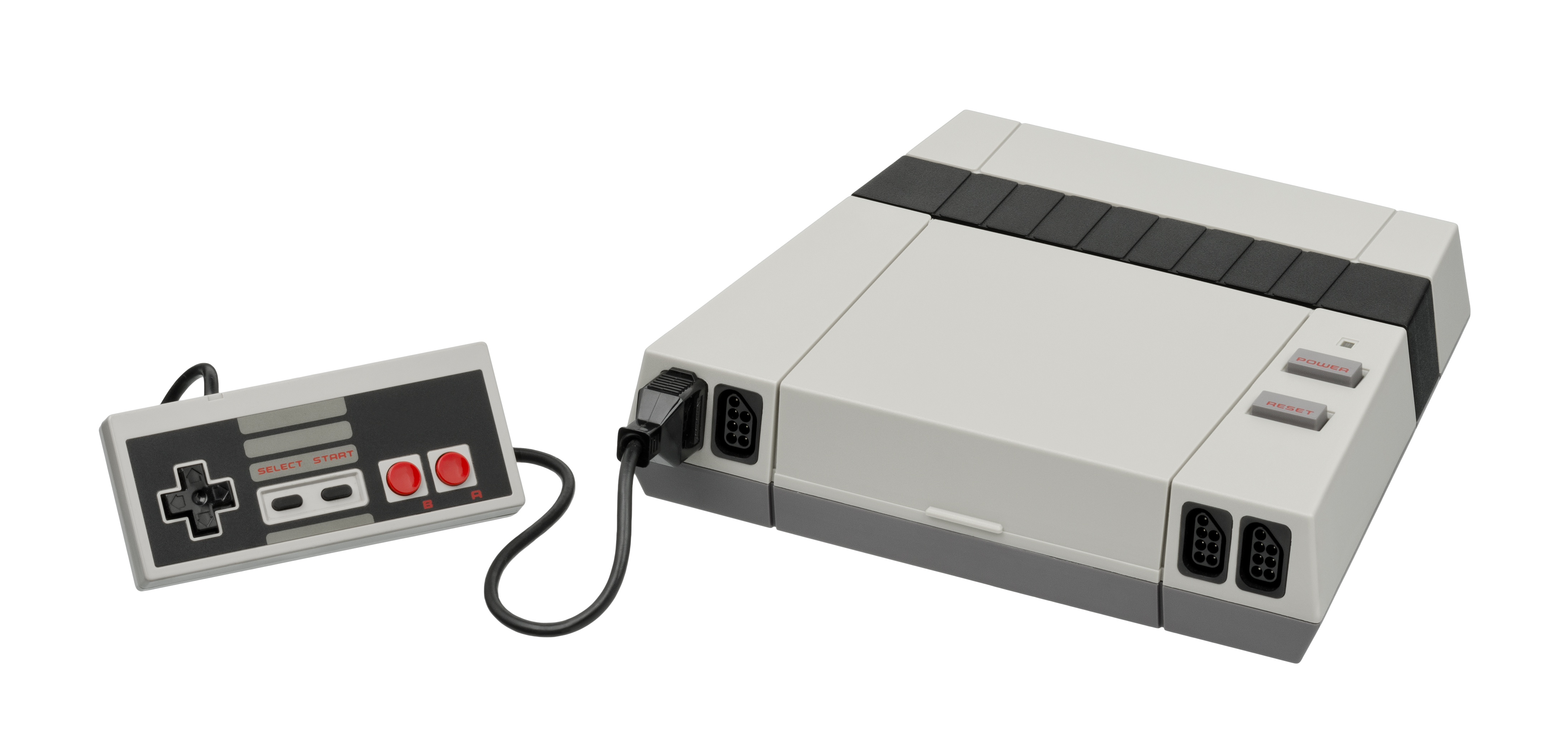
Il RetroUSB AVS utilizza un'emulazione hardware FPGA, riuscendo ad ottenere alti livelli di compatibilità.

La maggior parte dei famiclones utilizzano uno standard Atari a 9 pin o anche dei connettori per i gamepad con 15 pin invece dei connettori proprietari del NES, e i loro controllers offrono spesso tutte le funzioni degli originali e spesso anche altre non presenti nei gamepad ufficiali Nintendo, come lo "slow motion" o i tasti di fuoco automatico con diverse velocità. Nonostante sia identico a quello dell'Atari a 9 pin, il protocollo impiegato è diverso: una console Atari utilizza un protocollo parallelo dove ciascun cavo trasmette l'informazione dello stato di un singolo pulsante, mentre i famiclones utilizzano lo stesso protocollo seriale del NES. Il collegamento di controller standard alle console potrebbe portare ad un malfunzionamento o al danneggiamento del controller o della console stessa.
Infine, come per alcune moderne console e altri dispositivi adatti al collegamento alla TV, molti modelli non possiedono un modulatore di radiofrequenza e sono dotati invece soltanto di uscite separate per l'audio e il video composito (spesso S-Video), anche per ridurre ulteriormente i già bassi costi di produzione.
Alcuni produttori hanno aggiunto nuove funzioni di retrocompatibilità ai loro NOAC ASIC per permettere agli sviluppatori di aggiungere nuove caratteristiche come un processore migliorato (compatibile con l'65C816), una grafica migliore, audio stereofonico (aggiungendo un altro chip audio) e PCM, oltre ad un bus unificato (OneBus) che permette ai produttori di usare una singola ROM per caricare i giochi invece di due (una per il programma e l'altra per la grafica) come nel NES e nel Famicom originali.

## Tipologie
Dato che tali macchine non possiedono alcuna licenza ufficiale, differiscono tra loro per la qualità costruttiva, l'estetica e i giochi eseguiti. Alcuni sono prodotti ad un costo bassissimo mentre altri riescono a eguagliare l'hardware e le performance originali. In base all'aspetto e alle specifiche di base, esistono quattro tipi generali di Famiclone:

### Modello console

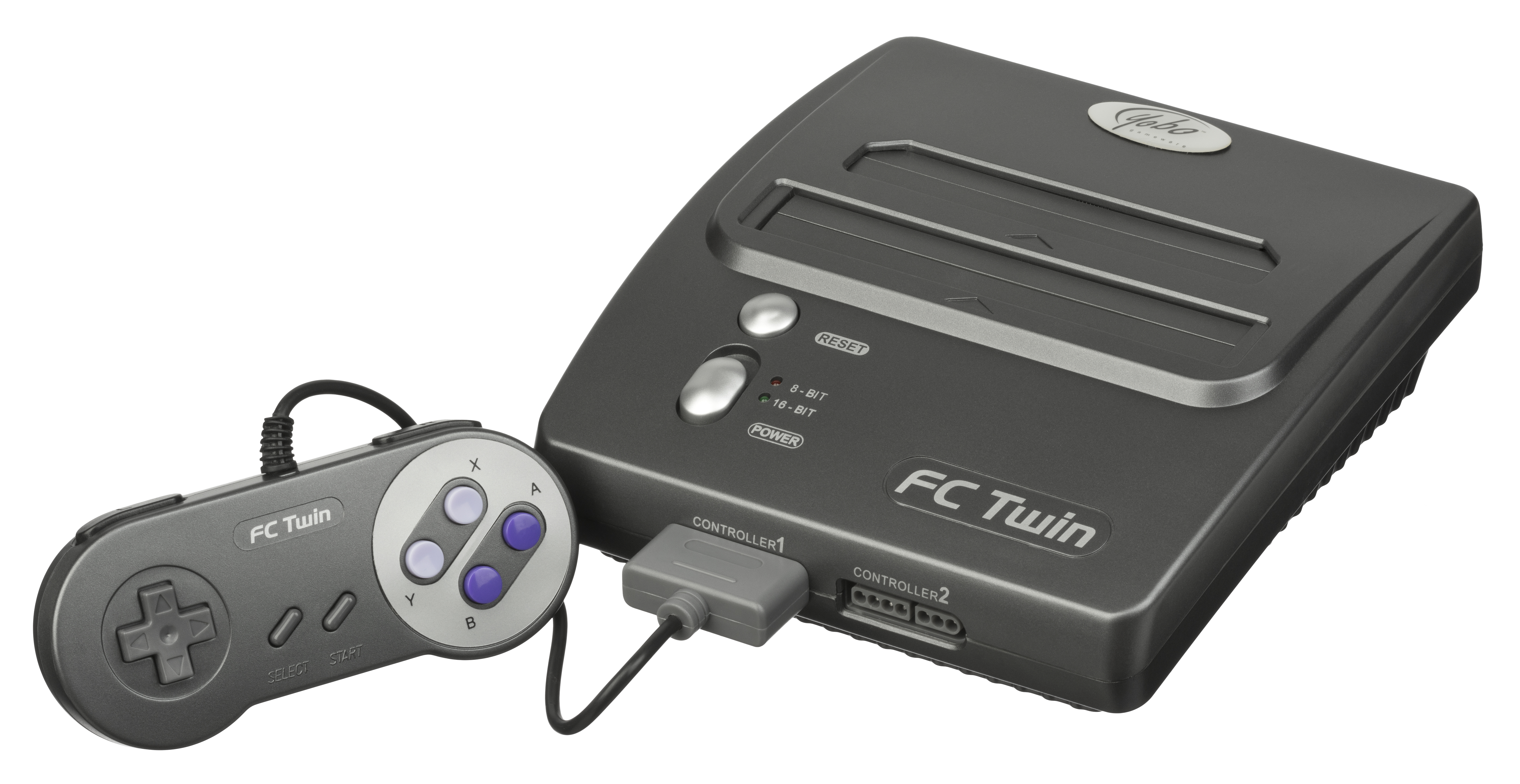
L'FC Twin è un clone multi-console dall'aspetto similie allo SNES-101 ed è capace di eseguire cartucce NES e SNES.

Molti cloni sono realizzati per assomigliare al Famicom originale, altri hanno le fattezze di diverse console famose come lo SNES e il Mega Drive o addirittura l'Xbox e la PlayStation 3, mentre alcuni possiedono un design generico. Di solito è facile distinguere un Famiclone dalla console originale imitata, facendo attenzione alla colorazione, al marchio e alla scarsa qualità produttiva. I cloni di questo tipo supportano quasi sempre le cartucce e spesso sono compatibili con quelle originali dei Famicom (60 pin) o del NES (72 pin), oltre a quelle bootleg (specialmente le cartucce "1000 giochi in 1", che sembrano contenere tantissimi giochi, mentre in realtà sono sempre gli stessi ripetuti più volte). Questi modelli sono molto popolari in Asia, Europa e America latina in quei paesi dove le leggi del copyright sono meno restrittive.

### Modello multi-console
Alcune console come la Retron 3 includono un software per emulare altri sistemi diversi dal NES.

### Modelli portatili

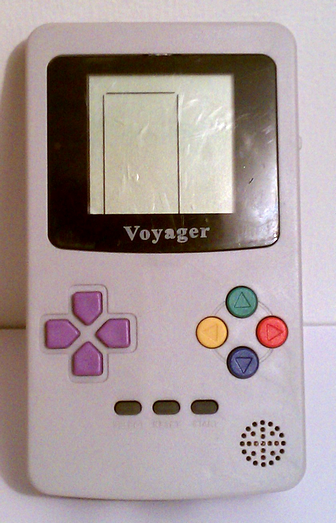
Power Joy Voyager

Questi modelli implementano uno schermo LCD e di solito sono alimentati a batterie. Uno dei primi portatili è stato il Top Guy, sebbene ne esistano pochi esemplari. Il più commercializzato invece è stato il Game Axe della Redant prodotto in diverse versioni durante gli anni novanta. Il Game Theory Admiral aveva un schermo TFT e assomigliava molto al Game Boy Advance, mentre il design del Wintech GOOD BOY - da non confondere dall'omonimo clone del Famicom - ricordava quello del Game Boy Color. Tuttavia, la portabilità richiedeva uno slot per le cartucce più piccolo e quindi furono creati degli adattatori per usare gli standard Famicom. Uno dei cloni portatili più recenti è il Gametech PocketFami, il primo ad essere commercializzato dagli stessi produttori come un Famicom portatile e uno dei primi ad aver avuto una grande distribuzione grazie al nuovo status legale dei famiclones.
Esistono anche molti modelli di Famiclone che imitano il design del Game Boy o simili ma che possono soltanto visualizzare giochi del NES/Famicom su un televisore ed hanno un semplice gioco LCD nell'area dello schermo.

### Modello controller

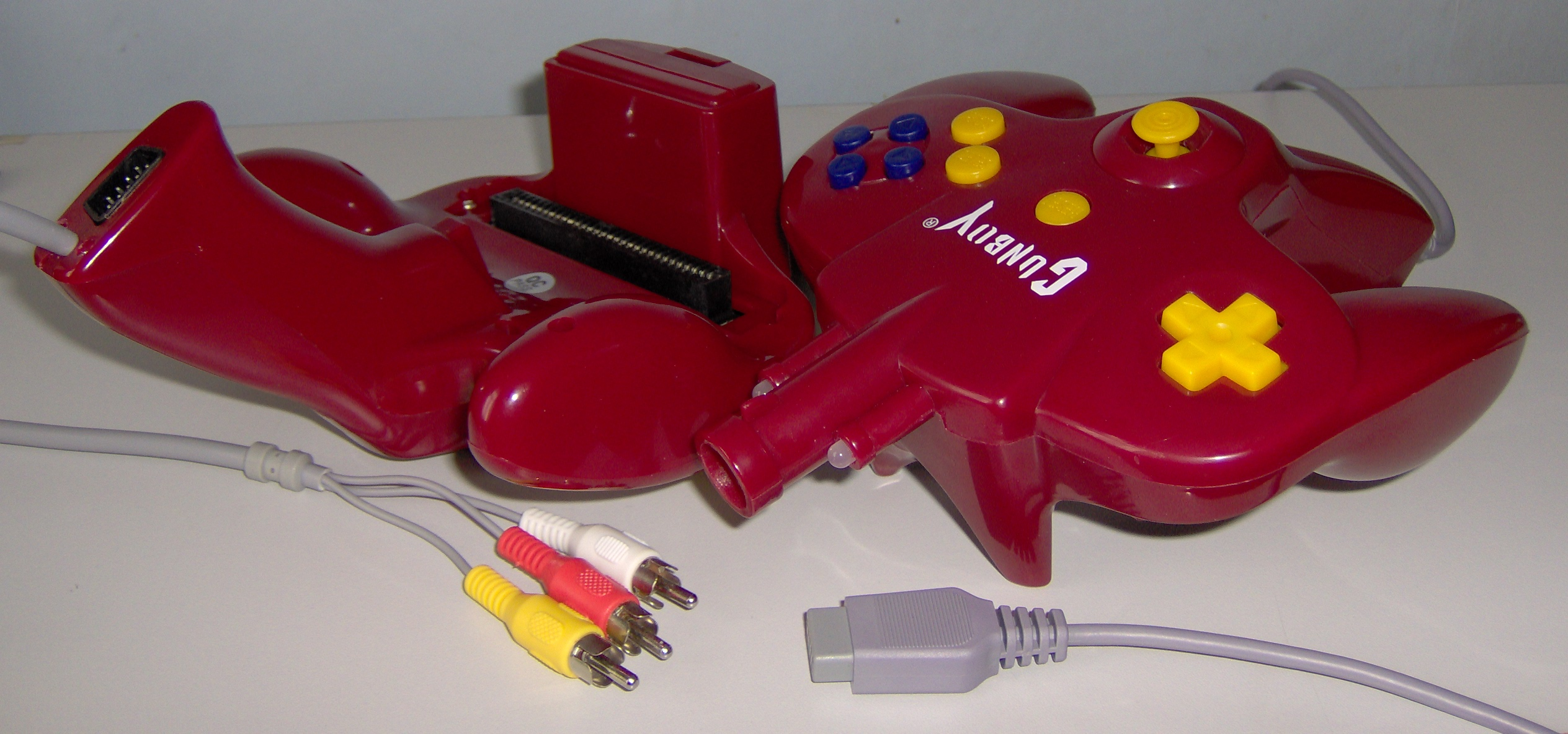
Un set per due giocatori del Gunboy.

Questo tipo di clone hardware, molto popolare in Nord America e nell'Europa occidentale, è progettato per contenere tutto l'hardware della console all'interno di un controller, di solito simile al "tricorno" del Nintendo 64. Noti anche come "NES-on-a-chip" per il loro hardware estremamente miniaturizzato (relativamente all'originale NES), questi controller evitano l'utilizzo delle cartucce di gioco (o al massimo ne comprimono l'interfaccia) in favore al salvataggio dei giochi direttamente sui chip della memoria interna. Questi Famiclone, alimentati a batteria o a corrente alternata, sono diventati molto popolari negli Stati Uniti grazie alla nuova ondata di "TV-Games" legali che emulano i classici arcade, soprattutto quelli della Atari. I cloni a controller possono essere trovati nei mercati delle pulci, nei chioschi dei centri commerciali o nei negozi di giocattoli indipendenti, e la maggior parte delle persone che vende e compra questi prodotti non è consapevole o ignora la loro natura illegale. In Brasile questo tipo di console viene commercializzato con il nome di GunBoy.
I Power Player Super Joy III (conosciuti anche come Power Games e XA-76-1E) sono una linea di cloni portatili non autorizzati del Nintendo Entertainment System/Famicom prodotti dalla NRTRADE e che vengono commercializzati in Nord America, Brasile, Europa, Asia e Australia. Il sistema ricorda un controller del Nintendo 64 e funziona con un collegamento alla TV. Assieme alla console è incluso un secondo controller incluso molto simile a quello del Sega Genesis e una light gun. Esistono versioni in standard NTSC, PAL e SÉCAM ed utilizzano tutte un "NES-on-a-chip" (NOAC) personalizzato che implementa l'hardware del NES (6502, PPU, PAPU, ecc.). La console è prodotta con 76 giochi preinstallati, nonostante il marketing affermi che abbia più di 1 000 modi per giocarci, e molti di questi includo titoli originariamente rilasciati per il NES o il Famicom, ma molti sono stati creati dal produttore stesso per aumentare la lista dei giochi inclusi. Per risparmiare spazio sulla ROM, la maggior parte dei giochi non possiede la schermata del titolo, senza menzionare la rimozione del logo dello sviluppatore originale per evitare problemi legali. Dopo che questo prodotto aveva raggiunto abbastanza popolarità, venne introdotto il Power Player 3.5, un modello migliorato e con un maggior numero di giochi inclusi. È stata distribuita inoltre anche una versione senza fili dei Power Games. Negli Stati Uniti il commercio della console è stato interrotto dopo le azioni delle indagini, gli arresti e le perquisizioni dell'FBI.
Il Playervision o Game Stick è un altro esempio di clone non autorizzato del Nintendo Entertainment System costruito in un gamepad venduto in Sud America, ed è una versione diversa del Power Player Super Joy III, il cui nome cambia sia dentro che fuori la scatola, sul manuale e sulla console stessa. Per esempio, il manuale delle istruzioni si riferisce alla console come "Playervision", mentre il sistema stesso la chiama "Players". Questa console non possiede lo slot per le cartucce e nessuna presa per un controller secondario o una pistola ottica: ciò significa che molti titoli che necessitano di una light gun (ad esempio Duck Hunt) non possono essere giocati. Il sistema include gli stessi 76 giochi del Power Player Super Joy III, ma alcuni di questi sono ripetuti o con le texture cambiate.

### Modello computer

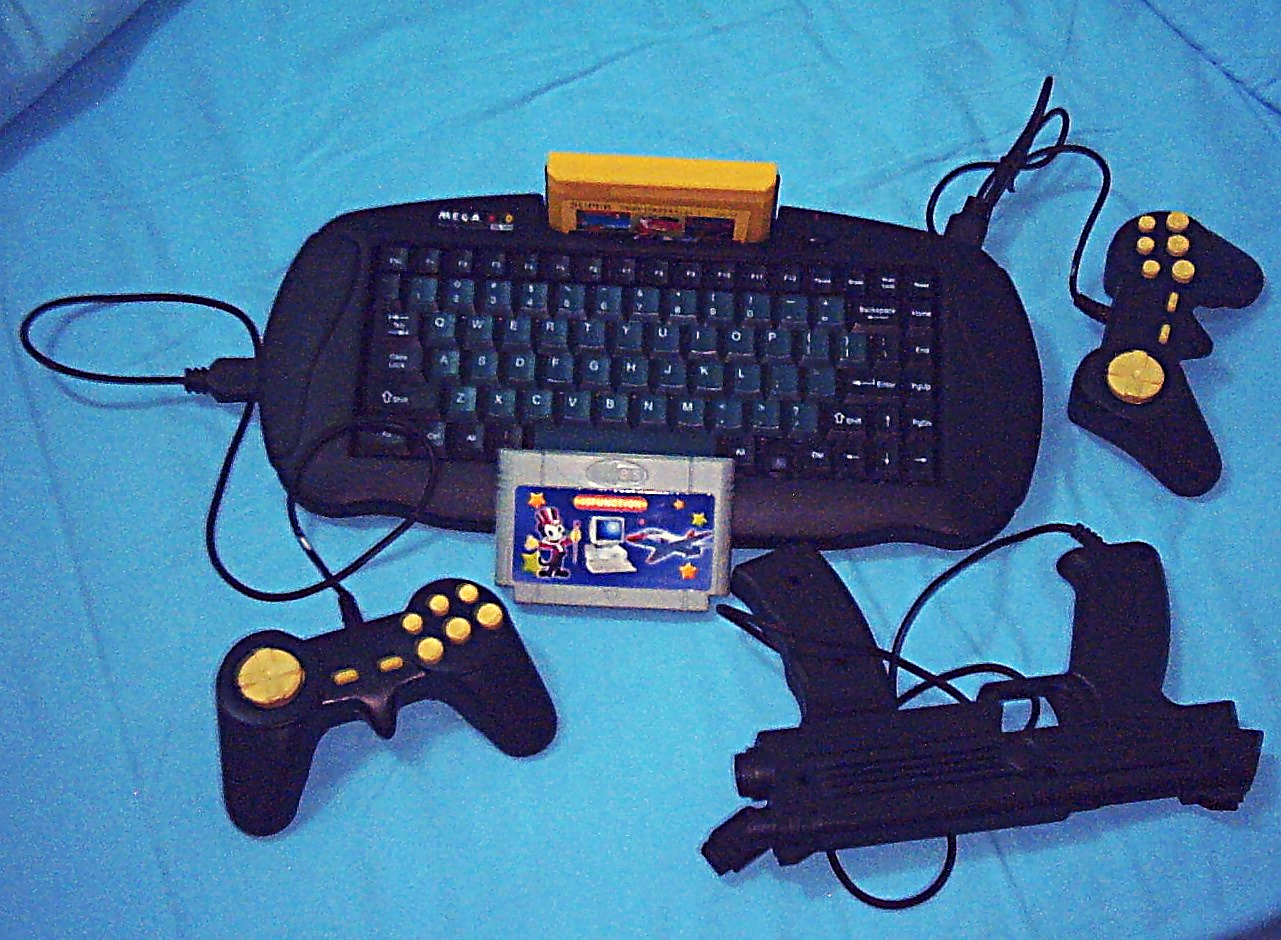
Mega Kid MK-1000

Questa tipologia di Famiclone comprende i cloni con l'hardware della console inserito in un case simile a quello degli home computer tipici degli anni ottanta, alle moderne tastiere o al Family BASIC, un accessorio del Famicom, a forma di tastiera, per la programmazione in BASIC. Questi Famiclone sono spesso forniti con una cartuccia contenente alcuni software come quelli per la videoscrittura o lo sviluppo in BASIC (i più comuni sono G-BASIC, un clone appunto del Family Basic, e l'F-BASIC, che è una produzione originale ma molto limitata rispetto a quella di cui è il plagio), e alcuni giochi educativi di dattilografia e matematica. Alcune console includono anche un mouse e un'interfaccia grafica. Nonostante vi siano molte somiglianze con il Family Basic, i Famiclone a tastiera non sono spesso compatibili con il software originale (e viceversa) a causa dei diversi layout dei tasti.

## Titoli videoludici
Dato che nessuno di questi cloni senza licenza possiede il chip di autenticazione 10NES, molti son capaci di eseguire titoli e homebrew che un NES originale non sarebbe in grado di leggere. Oltretutto, molti esemplari moderni integrano numerosi giochi preinstallati su una ROM interna da 128 kB fino a molti megabyte.
Questi titoli preinstallati vengono realizzati per complementare, più che rimpiazzare, il tradizionale slot delle cartucce, sebbene alcuni dispositivi lo omettano interamente, permettendo così di utilizzare soltanto i giochi precaricati. Il numero di "giochi distinti" varia da un minimo di tre fino a cinquanta o cento per i dispositivi più costosi, ed è un valore importante poiché mentre molti cloni del NES vengono pubblicizzati come console con migliaia di giochi preinstallati, alcuni di questi non sono soltanto delle hack che permetto al giocatore di iniziare lo stesso gioco da diversi livelli o con un differente numero di vite a disposizione.
I giochi di solito sono spesso copie dirette senza licenza di titoli per NES e Famicom di solito prive delle informazioni sul copyright e con qualche modifica minore. I titoli più comuni sono generalmente giochi che occupano uno spazio inferiore ai 64 kB nella ROM e che possono essere divisi facilmente in più livelli o sub-giochi: per esempio, Track & Field e Circus Charlie sono presenti in larga percentuale nei cloni del NES, di solito ripetuti e divisi per risultare come 6 o 7 giochi distinti. Tra gli altri titoli molto presenti vi sono Duck Hunt (ciò giustifica la presenza della light gun), alcune hack di Super Mario Bros., Excitebike, Tetris, Magic Jewelry (un clone senza licenza di Columns), vecchi titoli sportivi e vari giochi platform. Inoltre, alcuni cloni incorporano giochi che, sebbene all'inizio possano sembrare originali, sono a tutti gli effetti delle copie contraffate che presentano delle grandi modifiche grafiche e sonore: alcuni esempi di questi titoli sono UFO Race, basato su F-1 Race della Nintendo, Pandamar (noto anche come Panda), una copia di Super Mario Bros., Ladangel, ispirato a Challenger della Hudson Soft ed infine UFO Shoot, basato su Duck Hunt.
Tuttavia, alcuni comprendono giochi licenziati in maniera legale come la Rumble Station e il Q-boy e un crescente numero di cloni recenti contiene titoli originali realizzati da sviluppatori in Cina.

## Famiclones post-brevetti

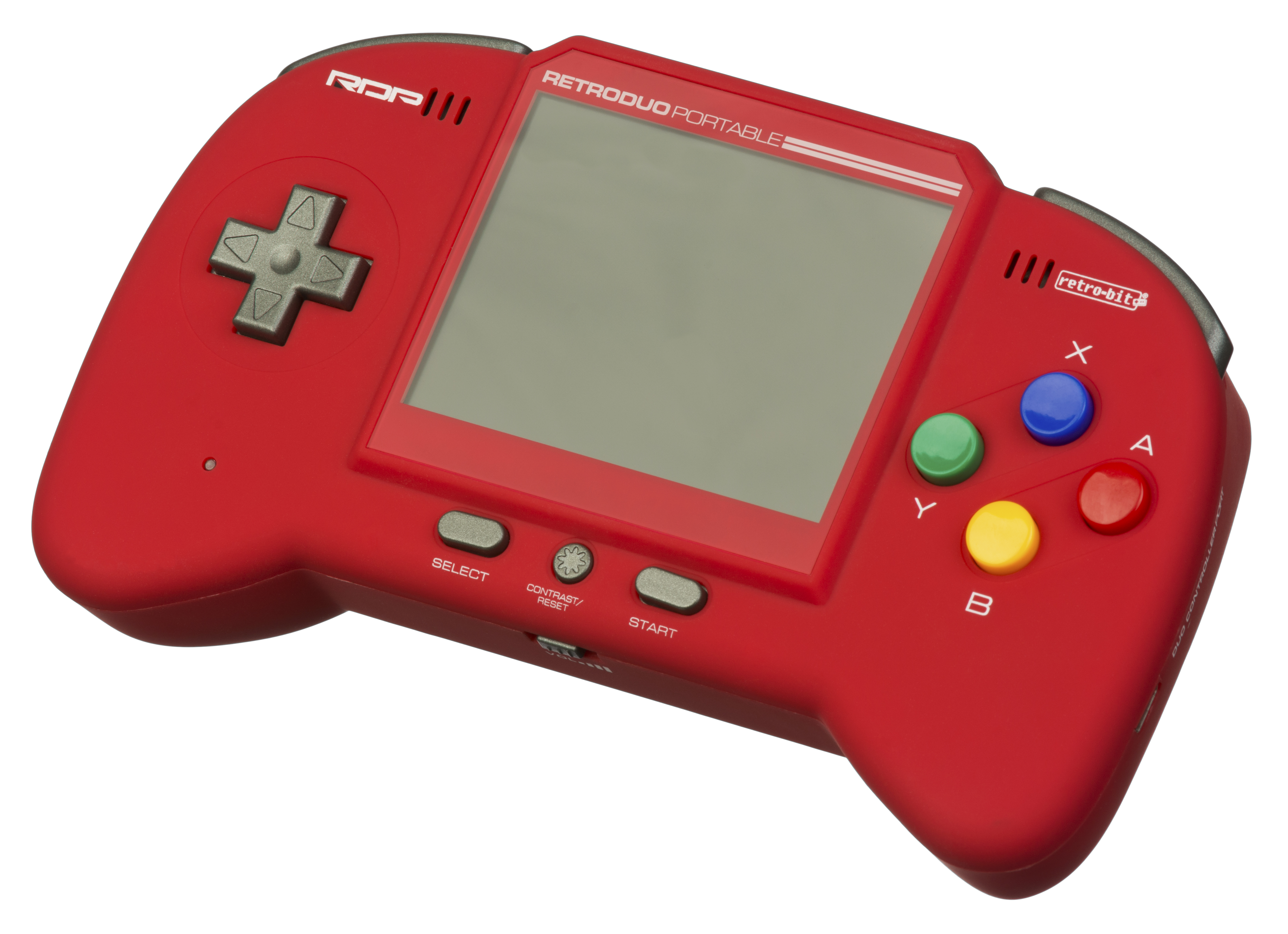
Il Retro Duo Portable è uno dei più recenti Famiclone prodotto per i mercati americani.

Alcuni dei brevetti della Nintendo sul Famicom sono scaduti nel 2003, seguiti nel 2005 da quelli specifici del NES come quelli che coprivano il chip di protezione 10NES. Sebbene la casa nipponica possegga ancora i relativi marchi, i famiclones non sono più propriamente illegali in base alla violazione del brevetto e tale situazione giuridica è complicata dall'ottenimento di diversi brevetti in diversi Paesi con diverse date di scadenza.
Tuttavia, i produttori di famiclones che includono nelle loro unità dei giochi protetti da copyright possono essere ancora perseguibili per legge, dato che il copyright ha una durata maggiore rispetto al brevetto (in molti Paesi, le opere creative sono protette automaticamente dal copyright per molti decenni, spesso fino a 95 anni dopo la loro creazione).
Mentre i vecchi famiclones continuano ad essere disponibili in commercio, il nuovo mercato legittimato ha visto numerosi cloni che pubblicizzano apertamente il supporto per i giochi originali del Famicom o del NES (o di entrambi), una caratteristica spesso non reclamizzata dalle precedenti generazioni che venivano spesso commercializzati come dei regali economici piuttosto che sistemi compatibili con il Famicom. Tra questi nuovi famiclones vi è per esempio il Generation NEX (che ricorda una versione appiattita del case originale del NES), il Neo-Fami della Gametech ed il PocketFami portatile. Tuttavia, questi cloni legali sono ancora basati sulla stessa architettura NOAC dei precedenti sistemi e di conseguenza soffrono degli stessi problemi di compatibilità.

### Pocket Fami
Il Pocket Fami, è un clone hardware portatile del Famicom prodotto dalla GameTech e distribuito dal 2004. Utilizza un gamepad con croce direzionale e sei pulsanti: i quattro standard del NES (A, B, select e start), ed altri due pulsanti turbo. Possiede uno schermo LCD retroilluminato da 2,5 pollici capace di mostrare video in standard NTSC e PAL. Ha un jack per gli auricolari, un jack output composito RCA e può essere alimentato da 3 batterie AA o da un adattatore AC. A causa del diverso numero di pin delle cartucce per il Famicom giapponese (60 pin) ed il NES (72 pin), le cartucce internazionali (nordamericane, australiane ed europee) necessitano di un adattatore aggiunto per essere eseguite.
La Nintendo citò in giudizio la GameTech per la produzione del PocketFami, affermando che il dispositivo aveva violato i brevetti dell'hardware del Famicom, ma la corte si schierò a favore della GameTech, permetto la vendita del PocketFami in Giappone, dato che il Famicom originale era stato commercializzato per la prima volta nel 1983 e la maggior parte dei brevetti essenziali sul sistema erano scaduti.

### Generation NEX

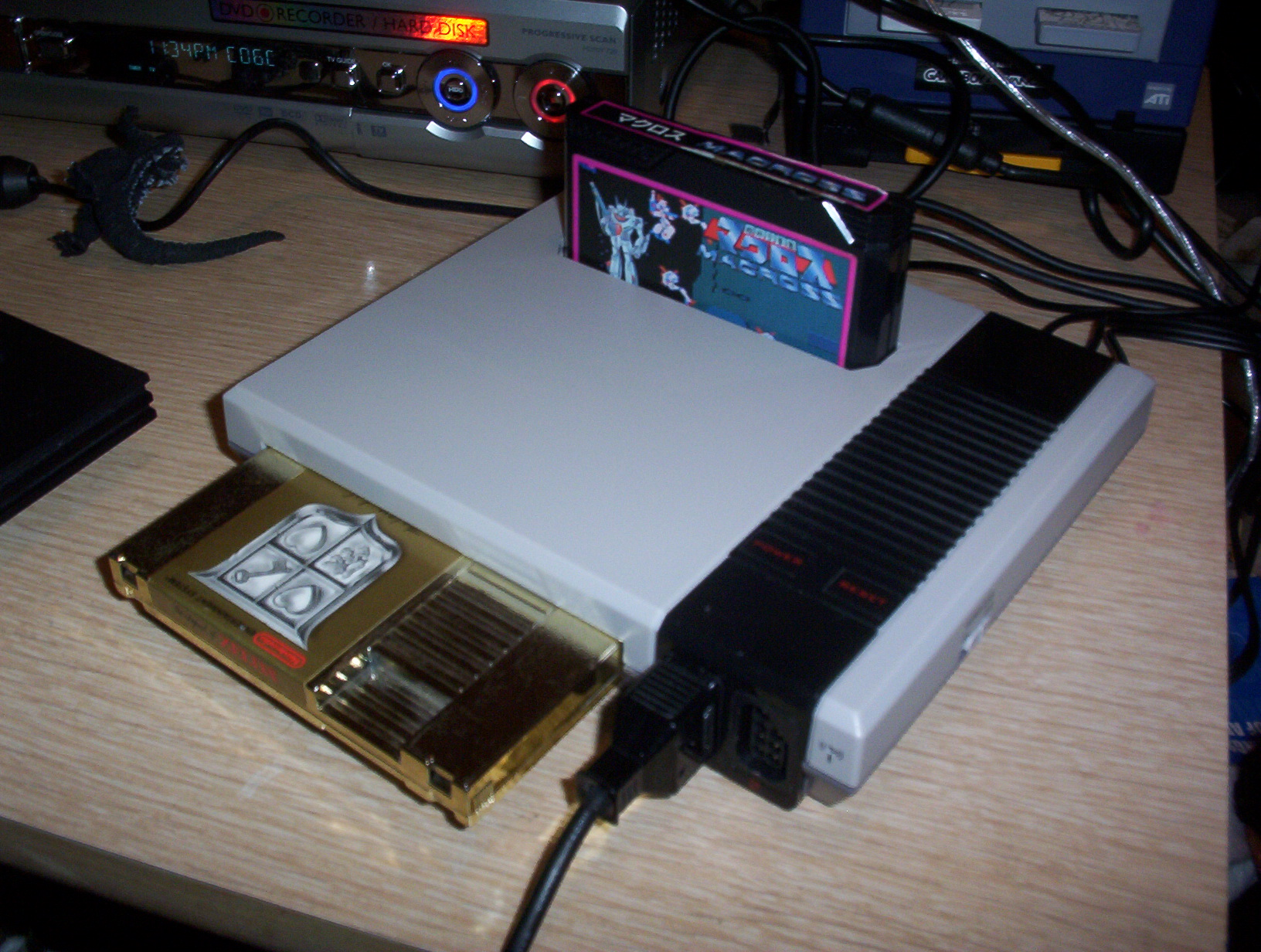
Generation NEX

Il Generation NEX è un clone hardware del NES sviluppato dalla Messiah Entertainment, Inc. nel 2005 con il nome creato dal portmanteau di Generation X e Nintendo Entertainment System. La macchina è progettata per eseguire la maggior parte dei giochi rilasciati per il Famicom e l'equivalente occidentale, supportando sia le cartucce giapponesi a 60 pin sia quelle a 72 pin utilizzate dalla Nintendo.
La lista ufficiale di Messiah Entertainment dei titoli compatibili mostra che il sistema supporta il 97.25% dei giochi NES pubblicati negli Stati Uniti, ma la compatibilità effettiva è ancora oggetto di dispute; mentre alcuni sostengono che il NEX è fedele all'originale Nintendo Entertainment System, altri affermano che le riproduzioni del suono e del colore sono imprecise e che alcuni giochi presentano ulteriori glitch se eseguiti sul NEX. Le speculazioni sono aumentate quando si è scoperto che la macchina si basa su un hardware NOAC, ma il produttore sostiene di utilizzare un circuito integrato personalizzato diverso dal NOAC.
Il Generation NEX ha anche un supporto integrato per i controller wireless proprietari 2,4 GHz e per un joystick arcade wireless. In alternativa, possono essere utilizzati i gamepad e gli accessori originali del NES collegandoli a due porte poste davanti alla macchina.
Il sistema possiede una capacità stereofonica programmabile con i futuri giochi, ma i titoli NES attualmente disponibili continuano ad essere riprodotti con un audio mono come sulla console originale.
Il dispositivo non è licenziato né promosso dalla Nintendo.

## Nel mondo

### Argentina
In Argentina è molto diffuso il "Family Game" prodotto dalla Electrolab e le prime versioni avevano un design ovale e senza gamepad intercambiabili, mentre quelle successive assomigliano di più al NES originale con i connettori DB9. Tutte le console utilizzano il formato a 60 pin delle cartucce Famicom.

### Brasile
Dal 1989, le console compatibili con i NES e Famicom venivano prodotte e distribuite in Brasile da compagnie locali che fornivano anche il supporto tecnico e vendevano i giochi Nintendo. Il primo sistema nel 1989 era il Dynavision della Dynacom, che utilizzava il formato delle cartucce a 60 pin del Famicom giapponese.
Nel 1990 venne distribuito il Top Game prodotto dalla CCE, con due slot cartucce che supportavano i formati a 72 pin e a 60 dei giochi americani e giapponesi. Il Phantom System è stato pubblicato nel 1991 da Gradiente ed era il famiclones più popolare del Brasile, con il corpo molto simile al case dell'Atari 7800 ed i controller clonati da quelli del Sega Mega Drive.
Nel 1993, la stessa Nintendo arrivò in Brasile e commercializzò il NES con lo slot cartucce americano prodotto su licenza dalla Playtronic, una joint venture tra l'azienda di giocattoli Estrela e Gradiente.

### Italia
Alcuni cloni sono stati messi in commercio anche in Italia. I modelli più diffusi negli anni 90 furono quelli ribrandizzati da note aziende distributrici ancora oggi in attività, anche se non più operanti da tempo nel settore videoludico. Essi comprendono il "Cartobit" della Cartolaio Amico (alias Mega Power II), più la linea "MegaTronix Consolle" di Mac Due, ovvero Terminator 2, Pegasus MT-888DX, e Micro Genius IQ-1000/2000. L'unico nel genere ad essere una esclusiva distribuzione italiana, risalente ai tali anni, fu la portatile a controller MARgame della Marpes.
Negli anni 2000 invece Play Power V, Amstrad NN-900, PolyStation e Power Player Super Joy.

### Repubbliche Jugoslave
Nelle ex repubbliche jugoslave furono venduti numerosi cloni del NES e molti di questi possono essere trovati ancora oggi nei negozi gestiti da commercianti cinesi. Le versioni più popolari erano quelle che assomigliavano al Mega Drive, in particolare quella nota come "Terminator".

### Polonia
In Polonia il famiclone più popolare è il Pegasus, una console NTSC con PAL forzato che utilizza le cartucce del Famicom. Diffusosi in seguito al crollo del regime socialista polacco, il Pegasus veniva venduto in "Action Sets" ed era disponibile sia nei mercati di strada sia nei grandi negozi di elettronica, ed era anche pubblicizzata in televisione. La light gun compresa nel "Pegasus Action Set" ricordava la Zapper del NES mentre i joypads, oltre ad avere i tasti del Famicom originale, avevano anche due pulsanti Turbo.
Esistono tre modelli del Pegasus: l'MT777DX, Iq-502 e l'SP-60.
Un altro Famiclone molto popolare e comune in Polonia è il BS-500AS, noto anche come Terminator. Come il Pegasus, utilizza le cartucce del Famicom ma è stato disegnato per assomigliare al Sega Mega Drive. Il BS-500 AS può essere acquistato ancora oggi nei piccoli negozi di giocattoli e di strada (inizialmente la fonte principale per trovare le cartucce), assieme ad altri cloni come il Gold Leopard King o la Polystation.

### Romania
In Romania si possono trovare molti cloni del NES nei negozi di giocattoli con marchi come "Polystation", "Terminator", o numerose varianti della tastiera Famicom BASIC, tutte vendute con cartucce '999999 in 1' che consistevano in circa 6 giochi in una cartuccia ripetuti o con i livelli degli stessi. Tra i principali titoli inclusi vi erano Super Mario, Bomberman, Lunar Pool, Double Dragon 3, Star Soldier, e Ninja Ryukenden 3.

### Russia

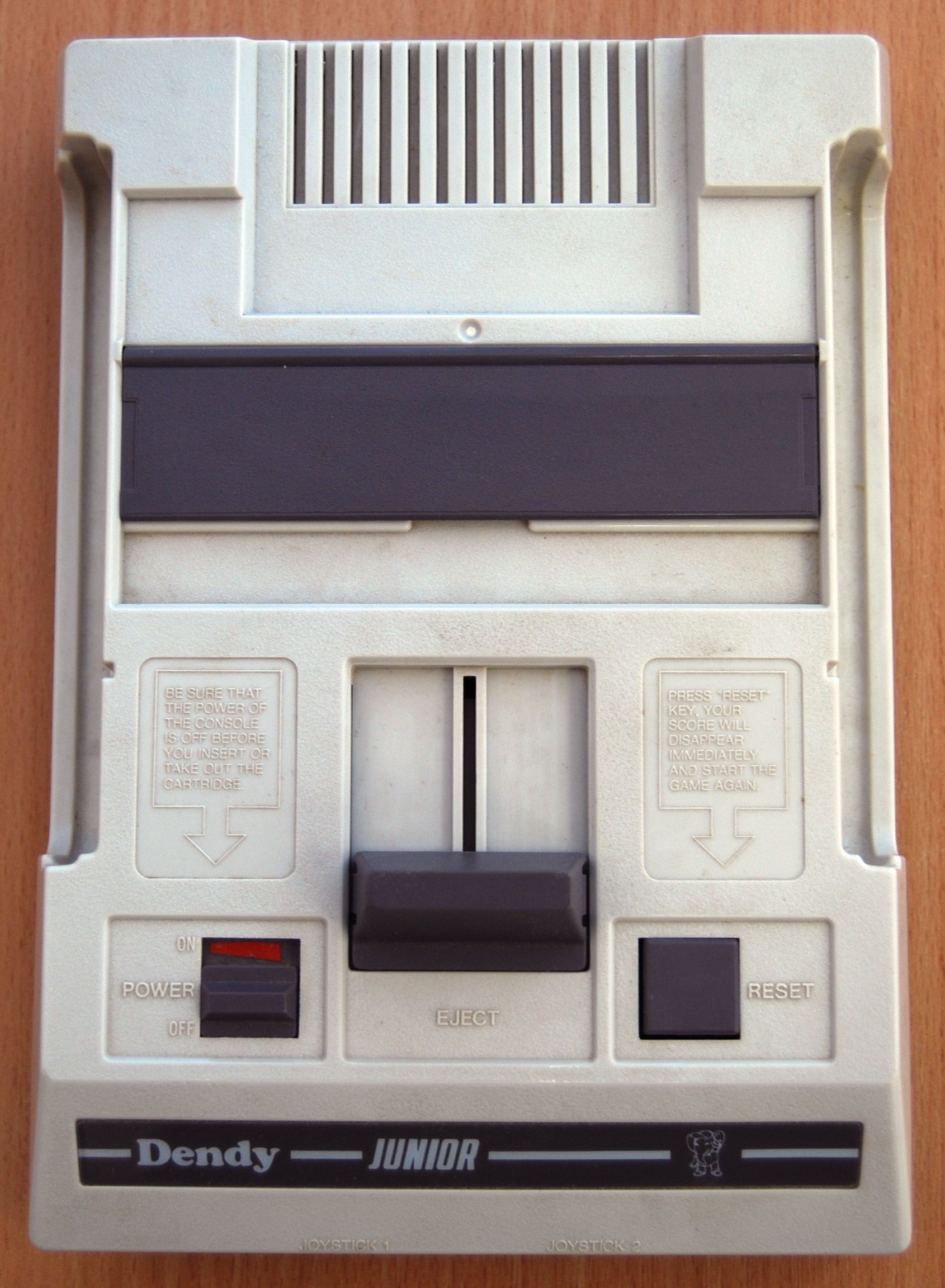
Dendy Junior

Il Dendy (in russo Де́нди?, Dendi) era un modello molto popolare in Russia con un formato NTSC forzato al PAL come nel Pegasus. È stato distribuito dalla Steepler nei primi anni novanta e, dato che in Unione Sovietica non era disponibile alcuna versione ufficiale del NES, il Dendy divenne facilmente la console più popolare e raggiunse un livello di fama molto simile a quello dei NES/Famicom in Nord America e Giappone. La macchina generò così molti profitti che la compagnia creò il suo proprio show televisivo e aprì negozi in tutta Mosca e San Pietroburgo, promuovendo e vendendo la console e le sue cartucce.

### Sudafrica
In Sudafrica i cloni sono ancora ampiamente diffusi con il nome di "TV Games" e tra i più popolari nei primi anni novanta vi erano il Golden China ed il Reggie's Entertainment System, dal nome della catena di negozi di giocattoli che lo vendeva. Il famiclone più recente era la TeleGamestation, i cui modelli precedenti tendevano ad assomigliare al Famicom mentre quelli successivi assomigliavano alla PlayStation, imitandone anche i DualShock, ma con l'inserimento dall'alto delle cartucce grandi circa la metà delle originali per il Nintendo Entertainment System, e sebbene molti giochi craccati fossero titoli per il Famicom, alcuni venivano anche presi da quelli per il Master System. I giochi potevano essere acquistati "legalmente" in tutti i negozi, mentre quelli senza licenza (principalmente dalla Cina) potevano esser comprati al mercato o in determinati negozi. La maggior parte delle cartucce avevano molti giochi al loro interno e molto spesso venivano rimossi i nomi ufficiali di Nintendo o SEGA e, in alcuni casi, anche il titolo originale del gioco (ad esempio, Dr. Mario veniva rinominato con "Medical Hospital"). Successivamente, nel 2002, è stata lanciata la TeleGamestation 2 a 16 bit con i giochi clonati da quelli del Sega Mega Drive. La Nintendo avviò delle azioni legali nel 1995 contro la Golden China per l'importazione di giochi copiati; tuttavia, dal momento che questi famiclones sono ampiamente diffusi in Sudafrica da molti anni e facilmente reperibili presso negozi rispettabili, tale azione sembra aver avuto un impatto limitato, e pare che Nintendo e Sega abbiano in seguito dato poca considerazione alle violazioni in Sudafrica.

### Sud-est asiatico
Nel sud-est asiatico il Micro Genius costituiva una delle tante alternative al Famicom. Prodotto inizialmente a Taiwan negli anni novanta, supportava le cartucce a 60 pin, la maggior parte delle quali contenevano più di un videogioco. Per la console sono stati realizzati anche alcuni giochi originali come Chinese Chess e Thunder Warrior.

### Spagna
Il NASA NS-90AP o "Creation" è stato uno dei famiclones più popolari in Spagna. È compatibile con i giochi NES ufficiali ed anche con quelli copiati e bootleg, dato che possiede un connettore a 72 pin, tuttavia senza un socket zero insertion force come installato sul NES originale, ed è privo del chip di blocco 10NES.
Originariamente utilizzava lo stesso chipset del Dendy, prodotto dalla United Microelectronics Corporation, ma i produttori in seguito incominciarono ad utilizzare gli ASIC NOAC.

## Prodotti famosi
- Dendy
- Power Player Super Joy
- Polystation